# Head Over Feet
Head over Feet è una canzone scritta da Alanis Morissette e Glen Ballard, per il terzo album della Morissette, Jagged Little Pill del 1995. È stato pubblicato come quinto singolo dell'album (sesto negli Stati Uniti) nel 1996 e rispetto ai precedenti brani presenta un sound molto più dolce.
È stato il primo singolo della cantante canadese ad entrare nella top 10 inglese.

## Il video
Sono state girate due versioni del video di Head Over Feet: la versione Head ("testa") e la versione Feet ("piedi") (trasmessa in Europa e Asia).

## Tracce
1. Head Over Feet (LP Version)  4:23
2. You Learn (Live)  4:18
3. Hand In My Pocket (Live)  4:42
4. Right Through You (Live)  3:14

## Classifiche
| Chart (1996)                                                       | Peak position |
| ------------------------------------------------------------------ | ------------- |
| Canadian Singles Chart                                             | 1             |
| UK Singles Chart                                                   | 7             |
| Olanda                                                             | 24            |
| U.S. Billboard Adult Contemporary                                  | 27            |
| U.S. Billboard Adult Top 40                                        | 1             |
| U.S. Billboard Modern Rock Tracks                                  | 25            |
| U.S. Billboard Top 40 Mainstream                                   | 1             |
| Australian Australian Recording Industry Association Singles Chart | 12            |
| Nuova Zelanda                                                      | 27            |
| U.S. Billboard Top 40 Adult Recurrents                             | 1             |